# Handschrift 1360

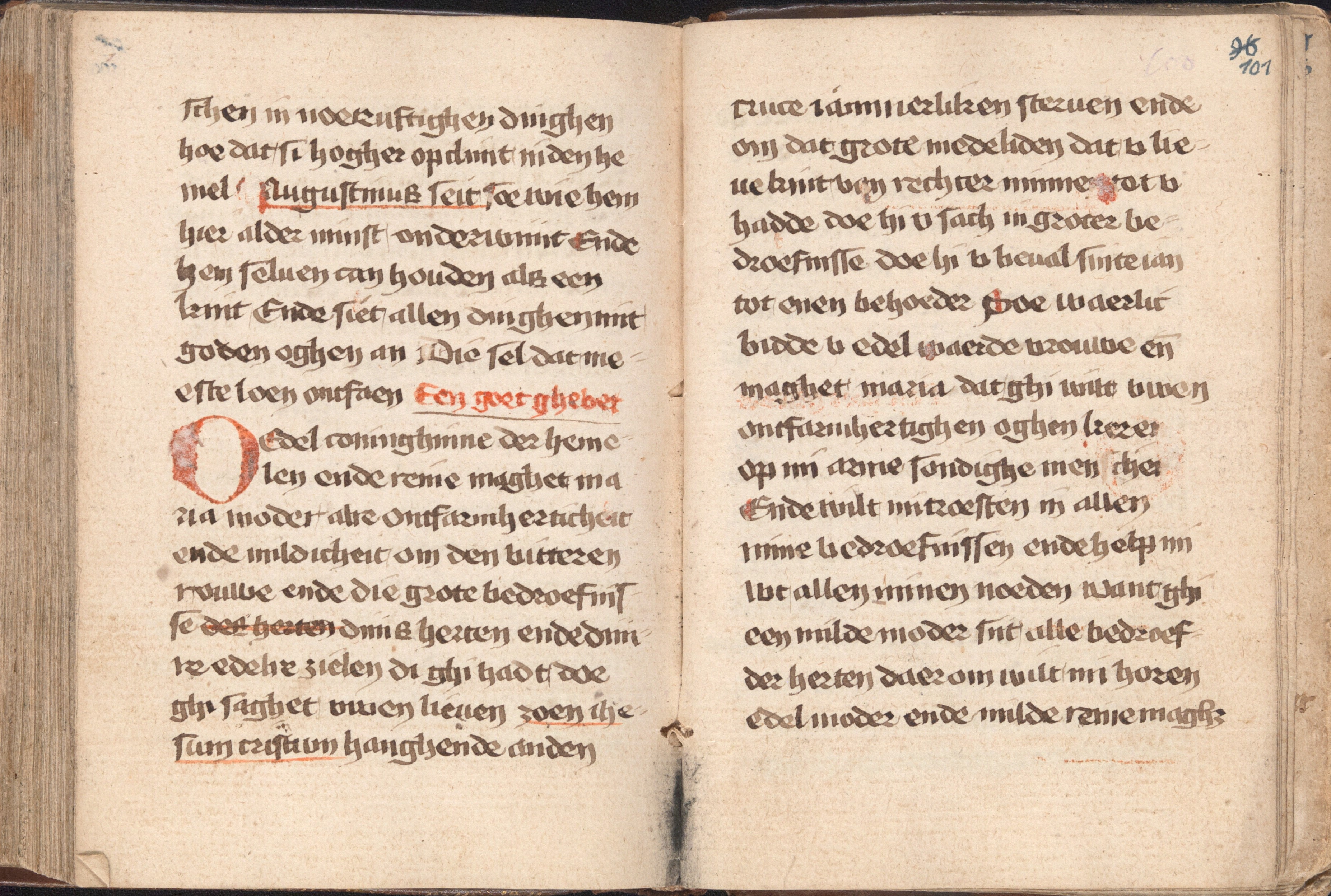
Fragment uit Hs. 1360. Vervaardigd in de 2de helft van de 15de eeuw in de Nederlanden.

Handschrift 1360 is een verzamelhandschrift genaamd Gebeden en Devoties en wordt bewaard in de Universiteitsbibliotheek Gent. 

## Overlevering
Het manuscript werd vervaardigd in de Nederlanden. Aan de afkomst van de gebruikte teksten en de ouderdom van de gebruikte materialen, kon men afleiden dat het een werk is dat stamt uit de tweede helft van de vijftiende eeuw. Het handschrift werd gevonden in Dendermonde, en kwam uit het Birgittinessenklooster. Het manuscript is interessant omdat het werken bevat van Jan van Schoonhoven (1356-1432), Henricus Suso (1295-1366) en Mechtildis de Hackeborn (1241-1298). 

## Auteurs
Van Jan van Schoonhoven is weinig bekend, maar van Henricus Suso weten we dat hij een Duitse mysticus was en studies volgde bij Meester Eckhart. Mechtildis de Hackeborn was de derde dochter van een Broeder von Hackeborn. Van haar zuster Lutgardis is niets anders bekend, dan dat zij op jeugdige leeftijd gestorven is. Gertrudis, de latere abdis van het klooster van Helfta was negen jaar toen Mechtildis in 1241 geboren werd. Drie jaar voor Gertrudis op negentien-jarige leeftijd tot abdis gekozen werd, kwam Mechtildis - in 1248 - voor het eerst in aanraking met het klooster, dat toen nog te Rodardsdorff stond. Voor de zevenjarige was het waarschijnlijk een gewoon familiebezoek aan haar zuster, maar dat wat zij toen zag, trok haar zo aan dat zij niet meer naar huis terug wilde. Uit haar geschriften immers kan men allerminst concluderen, dat zij een wereldvreemde, gesloten en uitsluitend kloosterlijk gevormde vrouw zou zijn geweest.

## Inhoud
Het handschrift bevat de volgende onderdelen:
- Fiet unum ovile et unum pastor (Middelnederlandse vertaling van Jan van Schoonhoven)
- Honderd artikelen van de Passie (Henricus Suso)
- Gebed voor de Birgittinessen
- Verhaal (Mechtildis)
- Hoe wij in de missen de Hemelse Vader zullen offeren
- Cantica
- Uit Machtildis' Legende
- Een danclic ende een vermaninge der vroechden cristi die hem syn vader verleende in synre verrisenisse
- Van drie dinghen die een mensche overwendel sel in syn herte
- Een gebed: van waardigheden dat gulden geeft
- Vervolg: Uit Machtildis' Legende
- Hoe Maria een devote maagd openbaarde, Brigitta
- Sequenties in het Middelnederlands op heiligen en op feestdagen van het kerkelijke jaar
- Sequenties in het Middelnederlands op heiligen en op feestdagen van het kerkelijke jaar (Vervolg)
- Een gebed
- Gebed tot Maria
- Een Lering
- Een Goed Gebed
- Gebeden tot het Heilige Sacrament